# IC 3542
IC 3542 ist eine Balken-Spiralgalaxie vom Hubble-Typ SBab im Sternbild Jungfrau nördlich der Ekliptik. Sie ist schätzungsweise 721 Millionen Lichtjahre von der Milchstraße entfernt.
Das Objekt wurde am 10. Mai 1904 vom Astronomen Royal Harwood Frost entdeckt.